# ميللي
ميللي هي كلمة لاتينية تستخدم في الوحدات العلمية وتعني  1/1000 من الوحدة المعنية.

## أمثلة
- 1 مليمتر = 1/1000 من المتر.
- 1 مليمتر = 1/10 من السنتيمتر.
- 1 مليلتر = 1/1000 لتر. أي أن 1 مليلتر = 1 سنتيمتر مكعب. أحيانا يُختصر الميللي بـ «ميلي».

في الطب:
- 1 ديسيلتر = 100 سنتيمتر مكعب.

## أمثلة أخرى كتابية
| مثال      | المعنى          |
| --------- | --------------- |
| ميللتر    | 1:1000 من اللتر |
| ميللمتر   | 1:1000 من المتر |
| ميللي مول | 1:1000 من المول |

## اختصارات أخرى
يمكن اختصار الوحدة ب مل، ويمكن أيضاً كتابتها ميلي.